# Omara Durand
Omara Durand Elías (Santiago de Cuba, 26 de noviembre de 1991) es una deportista cubana que compite en atletismo adaptado. Ganó once medallas de oro en los Juegos Paralímpicos de Verano entre los años 2012 y 2024.

## Palmarés internacional
| Juegos Paralímpicos | Juegos Paralímpicos     | Juegos Paralímpicos | Juegos Paralímpicos |
| Año                 | Lugar                   | Medalla             | Prueba              |
| ------------------- | ----------------------- | ------------------- | ------------------- |
| 2012                | Londres (Reino Unido)   | Medalla de oro      | 100 m T13           |
| 2012                | Londres (Reino Unido)   | Medalla de oro      | 400 m T13           |
| 2016                | Río de Janeiro (Brasil) | Medalla de oro      | 100 m T12           |
| 2016                | Río de Janeiro (Brasil) | Medalla de oro      | 200 m T12           |
| 2016                | Río de Janeiro (Brasil) | Medalla de oro      | 400 m T12           |
| 2020                | Tokio (Japón)           | Medalla de oro      | 100 m T12           |
| 2020                | Tokio (Japón)           | Medalla de oro      | 200 m T12           |
| 2020                | Tokio (Japón)           | Medalla de oro      | 400 m T12           |
| 2024                | París (Francia)         | Medalla de oro      | 100 m T12           |
| 2024                | París (Francia)         | Medalla de oro      | 200 m T12           |
| 2024                | París (Francia)         | Medalla de oro      | 400 m T12           |